# Earl av Burlington
Earl av Burlington (engelska: Earl of Burlington) är en engelsk adelstitel.

## Earler av Burlington (första förläningen, 1664)
- Richard Boyle, 1:e earl av Burlington och 2:e earl av Cork (1612–1698)
- Charles Boyle, 2:e earl av Burlington och 3:e earl av Cork (före 1674–1703)
- Richard Boyle, 3:e earl av Burlington och 4:e earl av Cork (1694–1753)

## Earler av Burlington (andra förläningen, 1831)
- George Augustus Henry Cavendish, 1:e earl av Burlington (1754–1834)
  - William Cavendish (1783–1812)
- William Cavendish, 2:e earl av Burlington (1808–1891, tillträdde som hertig av Devonshire 1858)